# Ouenzé
Ouenzé est le cinquième arrondissement sur les neufs que compte  Brazzaville, la ville capitale du Congo.. c’est le meilleur quartier d’Afrique central en raison de sa haute culture actuellement.
Reconnu par son hospitalité puisqu'il regroupe diverses ethnies du Congo, cet arrondissement  est situé au cœur même  de la ville de Brazzaville, entre les arrondissements 4 (Moungali), 3 (Poto-Poto) et 6 (Talangaï). On y trouve notamment les quartiers de Mpila (à cheval sur les arrondissements 5 et 6), Texaco La Tsiémé qui tient son nom de la rivière Tsiémé, entité géographique de qui sépare  les deux arrondissements précédemment cités.
Il est traversé en partie par la rivière Maduku tsékélé qui la sépare par endroits de l'arrondissement 4.
Le mot wɛnzɛ signifie marché en lingala.